# آجان (دماوند)
آجان روستایی از توابع بخش مرکزی شهرستان دماوند در استان تهران ایران است.

## جمعیت
این روستا در دهستان جمع‌آبرود قرار دارد و براساس سرشماری مرکز آمار ایران در سال ۱۳۹۰، جمعیت آن ۱۲ نفر (۵ خانوار) بوده‌است.